# Gorilla (jeu vidéo)
Pour les articles homonymes, voir Gorilla.
Gorilla est un jeu vidéo d'artillerie distribué à partir de 1991 avec MS-DOS 5 puis avec Win3.1, Win95/98 et même NT 4.0. Écrit en QBasic, c'était un des programmes de démonstration de ce langage. Les autres étaient Nibbles (un autre jeu), Money (programme de finances et tableur), et REMLINE (un programme pour enlever les numéros de lignes des anciens programmes BASIC).
Gorilla, comme Nibbles, a été remis au goût du jour au début du XXIe siècle, comme certains téléphones mobiles incluent une variante du jeu. Il n'est cependant pas aussi répandu que Snake.

## Le jeu
Dans Gorilla le joueur joue le rôle d'un ou deux gorilles situés sur des immeubles générés aléatoirement. Chaque joueur entre lors de son tour un angle et une vitesse avec lesquels lancer une banane explosive. Le premier joueur à toucher l'autre gorille avec une banane gagne la partie. Les bananes détruisent également les immeubles, il est parfois nécessaire d'entrer le même angle et la même vitesse pour creuser un trou à travers un immeuble pour créer un passage. Cependant, le jeu comprend également du vent qui prenait une valeur aléatoire entre 100 vers la gauche et 100 vers la droite pour un scénario donné; il peut être utilisé à l'avantage d'un joueur pour contourner un immeuble qui ne peut pas être passé par une simple trajectoire de parabole.
Le jeu comprend également une option permettant de faire varier l'accélération de la gravité.
Le jeu pouvait être démarré par la commande :
C:\>qbasic.exe /run gorilla.bas